# Svedjeudden
Svedjeudden, en by och udde vid Storsjön i Björna socken, Örnsköldsviks kommun. 
Byn uppodlades i slutet av 1800-talet med svedjebruk. I byn fanns förr en smedja och förvaringsplats för samernas fiske i sjön. På 1950- och 1960-talet fanns fyra familjer med 18 barn, 20 - 25 kor, 4 hästar, många höns och grisar. Den verksamheten är borta sen 1990-talet. Byn är fortfarande bebodd 2013.